# Przybyszów (województwo łódzkie)
Przybyszów – wieś w Polsce, położona w województwie łódzkim, w powiecie radomszczańskim, w gminie Kobiele Wielkie.
| SIMC    | Nazwa                  | Rodzaj     |
| ------- | ---------------------- | ---------- |
| 0543203 | Hucisko Przybyszowskie | przysiółek |

W latach 1975–1998 wieś położona była w województwie piotrkowskim.